# بندر شهید بهشتی
بندر شهید بهشتی، بندری است که در شهرستان چابهار و کرانهٔ دریای عمان و اقیانوس هند واقع شده‌است و از اهمیت بازرگانی و راهبردی شگرفی برخوردار است.
طرح توسعه بندر شهید بهشتی در سال ۱۳۸۶، دارای مساحت کل ۲۴۰ هکتار و مساحت محوطه‌های بارانداز ۱۶ هکتار و مساحت انبارهای مسقف ۳۰ هزار متر مربع بوده است و طرح توسعه و افزایش گنجایش بارگیری آن به‌ویژه برای کشتی‌های اقیانوس‌پیما در دست انجام است.
گفتنی است ساخت و نصب ماشین‌های جرثقیلی مکنده‌غلات این بندر با ظرفیت ۶۰۰ تن بر ساعت توسط ماشین‌سازی اراک انجام شده اما طراحی آنان در شرکت نایرو آلمان صورت گرفته‌است.

## تاریخچه
بندر شهید بهشتی به‌عنوان دومین بندر مهم ایران در سال ۶۱ با توجه به شرایط خاص حاکم بر خلیج فارس (جنگ تحمیلی عراق بر علیه ایران) و با تاکید دولت بر لزوم داشتن بندر در خارج از تنگه هرمز و خلیج فارس آغاز به احداث کرد. شایان ذکر است که این بندر در زمان جنگ تحمیلی به دلیل واقع شدن در کرانه دریای عمان و دوری از مرکز بحران نقش مهمی در صادرات ایفا نمود. عملیات اجرایی طرح توسعه بندر شهید بهشتی چابهار در ۵ طرح از مرداد سال ۱۳۸۶ آغاز شد و برای تکمیل و خرید تجهیزات فاز نخست آن یک میلیارد دلار سرمایه‌گذاری انجام شده است. در مرحله نخست این طرح ساخت موج‌شکن به طول هزار و ۶۵۰ متر، دایک‌گذاری بیش از پنج کیلومتر، بیش از ۶۰ هکتار بتن ریزی و تایل گذاری و تحکیم بستر، ساخت یک ترمینال کانتینری شامل ۲ پست اسکله به طول ۶۴۰ متر، ساخت سه پست اسکله چند منظوره به طول ۷۵۰ متر، لایروبی به میزان ۱۶ میلیون مترمکعب تا عمق منفی ۱۶ متر و احیای اراضی جدید حاصل از لایروبی دریا در سطح ۲۰۳ هکتار است.